# 田畑裕明
田畑 裕明（たばた ひろあき、1973年〈昭和48年〉1月2日 - ）は、日本の政治家。自由民主党所属の衆議院議員（5期）、自由民主党国会対策副委員長。
総務副大臣、厚生労働大臣政務官、衆議院厚生労働委員長を歴任。妻は女優の内田百香（元宝塚歌劇団・娘役、89期生）。

## 経歴
富山県富山市出身（現住所は富山市北代）。富山県立富山東高等学校を経て、獨協大学経済学部経済学科を卒業。
大学卒業後、富山第一銀行に入行。その後同行を退社し、富山鋼機に入社。
2003年、富山市議会議員選挙に立候補し、初当選。2005年、2009年の市議選でも再選された。2011年、富山県議会議員選挙に当選。
2012年の第46回衆議院議員総選挙に富山1区から出馬。民主党前職の村井宗明、無所属の吉田豊史、日本共産党の新人らを破り初当選。
2014年の第47回衆議院議員総選挙で維新の党の吉田豊史、日本共産党の新人らを破り再選（吉田は比例復活で初当選）。
2017年、第3次安倍第3次改造内閣にて厚生労働大臣政務官に就任。同年10月の第48回衆議院議員総選挙で3選。
2021年10月31日、第49回衆議院議員総選挙で4選。
2023年12月に表面化した自民党5派閥の政治資金パーティーをめぐる問題で、安倍派に所属する田畑も約70万円の裏金のキックバックを派閥から受け、政治資金収支報告書に記載していない疑いがあることが明らかとなった。（後述）。
2024年1月26日、田畑は衆議院厚生労働委員長の辞表を申し出、承認された。
2024年1月31日付で政治資金収支報告書の修正を行なったものの2024年6月に予定していた田畑の政治資金パーティーの案内状上に”ご入金のみ”記載があることが地元マスコミに報道された。
同年6月10日参議院決算委員会で立憲民主党・社民の村田享子議員が”ご入金のみ”の「田畑方式」は寄付ではないかと岸田総理に追求し、岸田総理は「本人が適切な説明を」と答弁。2024年6月26日、田畑が自民党富山市連でパーティー案内状上に”ご入金のみ”記載したことを出席者に謝罪した。出席した地方議員から「謝罪も説明も不十分」と紛糾した。マスコミの取材に対しては「記載について官邸、党本部、専門家から何ら指摘を受けていない」と回答し、違法性の有無や「田畑方式」のパーティーをいつから開催しているかは回答していなかった。
しかし、7月2日の茂木幹事長記者会見時に「本人が丁寧に説明を」と発言があり、翌7月3日に自民党富山市連から厳重注意と会見要請があったことから7月5日、会見を開いた。
会見では過去7回「入金のみ」記載のパーティーを開催したこと、官邸筋・党本部には田畑から直接考えを伝えたとし、「入金のみ」記載は田畑本人の発案で未熟だった、思慮深さが足りなかったと同じ答えを繰り返した。
9月3日の自民党富山市連が非公開の常任総務会（田畑他、県議8名、市議16名出席）では、次期衆院選富山1区の候補書選考について現職の田畑の5選出馬に反対する意見があがった。議員2名が「一致団結して田畑を推せない」と出馬に反対。別の2名が7月の謝罪後の対応を正した。常任総務会終了後に支部長の中川忠昭県議が報道陣の取材に対し、田畑を含めた予備選を検討する考えを示した。
9月4日、自民党富山市連が市議に対し田畑を候補者とするか「賛成」「反対「決めかねている」3択のアンケートを実施。「反対」「決めかねている」の合計が半分弱のため、富山1区の自民党員約6000人にアンケートを行うこととした。しかし9月8日の自民党富山市連の支部長・幹事長会議では田畑を公認候補として推すことに決め、一転して党員アンケートは行わないこととなった。「田畑がアンケートすれば負けると思い中止に向けて動いた」という市議・県議の憶測、また「若い世代の党員からはアンケートに好意的な意見が寄せられていて、広く意見を聞くことを反対されるのは理解できない」、「党内でも世代間のギャップが大きいと感じた。このままでは昭和の自民党と変わらない」という声も聞かれた。（別の報道では、自民党の党員数は富山でも減少・高齢化しており、富山市内のある支部長の「役員は全員が後期高齢者。あと10年もすれば、支部がなくなってしまうのではないか」発言も報道されている）
いずれにしても田畑を推せない声が表面化し、決定事項をはねつけられた市連幹部の求心力低下も避けられなくなったと地元紙で分析された。
この中、田畑の昨年の政治パーティー4回分160万円が政治資金収支報告書に不記載で9月2日に修正したことが報告された。田畑からは「意図的ではない。私の事務管理ミス」と釈明があった。
9月14日には田畑を支援する企業で作る後援会「響裕会」（会長　高田順一）が役員会を開き、出席者からは猛省を促す声が相次いだことから会員企業の意見を集約するべく会員企業にアンケートを行った。しかし高田順一会長は衆院選が迫っていることを理由にアンケートは判断材料せず、「響裕会」として田畑を支援することを確認した。
9月16日には自民党富山市連蜷川支部が幹事会を開き、田畑を次期衆院選で支持することへの賛否を問う独自アンケート調査を地元の党員約100人に独自実施することを決め、結果は非公表とし、30日以降に党市連に提出予定とした。党市連支部長の中川忠昭県議はこれを受け、市連の決定は変わらない、党員アンケートの実施再考もしないとした。9月30日に自民蜷川支部はアンケートを市連に提出。田畑を次期衆院選で支持することに反対が半分以上という結果だった。
2024年9月27日に行われた自民党総裁選挙において、1回目の投票では小林鷹之に投じ、得票数1位の高市早苗と2位の石破茂が進んだ決選投票については、富山テレビの取材に対し、投票先を公表しなかった。
10月5日、自民党富山県第1選挙区支部の臨時総会が開かれ、田畑を公認候補として党本部に申請することを正式決定した。しかし10月6日、石破茂総理が自民党派閥裏金事件を受けた衆院選対応を発表。政治資金収支報告書に不記載があった裏金議員を原則公認した上で比例代表への重複立候補は認めないとした。田畑も対象となり、田畑は報道の取材に「執行部の判断を受け止める」とした。
10月9日の党公認から外れることはなかったが、10月10日に公明党富山県本部が田畑を「政治とカネの問題で、党員や支持者から批判が多く寄せられた」と1次推薦見送りしたと報じられた。同日の持ち回り幹事会でも田畑への2次推薦は行われなかったが、公明党県本部は協議を続けるとしている。しかし10月11日の公明党持ち回り中央幹事会でも田畑への3次推薦はなかった。10月13日、公明党持ち回り中央幹事会の第5次推薦でようやく田畑への推薦が決まった。
10月27日の第50回衆議院議員総選挙の投開票では、小選挙区単独での立候補となる中で、立憲民主党の新人である山登志浩に迫られるも738票差の僅差で破り5選。同年11月15日、自由民主党国会対策副委員長に就任。富山2区と富山3区では、前職の自民党の候補者が午後8時時点で当選確実となる中、田畑は翌日に当選確実が各社で報道された。山候補との票差は約700票であり、厳しい選挙戦を物語るものとなった。
同年11月18日、党員ではない人たちを無断で党員登録していた疑いが報じられた。田畑は会見で自身の事務所が管理する党員約700人のうち約100人の登録に不適切な点があったと明らかにした。無断党員登録や架空の人物の党員登録に関する証言が相次ぎ報道され、11月22日に自民党の鈴木俊一総務会長が「田畑本人が説明責任を果たす必要がある」と発言した。
11月23日の自民党富山県連会合に田畑は欠席。この会合は冒頭を除き非公開だったが、会合後の取材で県連の橘慶一郎会長は、「党中央でも大変重大に思っている。」とした上で、臨時国会が始まる11月28日までに田畑本人が説明責任を果たすよう求めた田畑擁護の声はなく「県連内では田畑氏の離党は免れないとの見方が強まっている」と地元紙である富山新聞が報じた。12月12日、自民党富山県連は、県連側が申請するまで富山1区選挙区支部長を選任しないよう党本部に要請したと発表した。田畑の県連常任顧問の職も解任したという。

## 政策・主張

### 憲法
- 憲法改正について、2021年のアンケートで「賛成」と回答[62]。
- 憲法9条への自衛隊の明記について、2021年のアンケートで「賛成」と回答[63]。
- 憲法を改正し緊急事態条項を設けることについて、2021年の毎日新聞社のアンケートで「賛成」と回答[64]。

### 外交・安全保障
- 「他国からの攻撃が予想される場合には敵基地攻撃もためらうべきではない」との問題提起に対し、2021年のアンケートで「どちらかと言えば賛成」と回答[62]。
- 「北朝鮮に対しては対話よりも圧力を優先すべきだ」との問題提起に対し、2021年のアンケートで「どちらかと言えば賛成」と回答[62]。
- 普天間基地の辺野古移設について、2021年のアンケートで「賛成」と回答[62]。

### ジェンダー
- 選択的夫婦別姓制度導入について、2021年の朝日新聞社のアンケートで「どちらかと言えば賛成」と回答[62]。同年のNHKのアンケートで「どちらかといえば反対」と回答[63]。
- 同性婚を可能とする法改正について、2021年のアンケートで「反対」と回答[62]。
- 「LGBTなど性的少数者をめぐる理解増進法案を早期に成立させるべきか」との問題提起に対し、2021年のアンケートで「どちらとも言えない」と回答[62]。
- クオータ制の導入について、2021年のNHKのアンケートで「どちらかといえば反対」と回答し[63]、同年の毎日新聞社のアンケートで「反対」と回答した[64]。

### その他
- 「原子力発電への依存度について今後どうするべきか」との問題提起に対し、2021年のアンケートで「下げるべき」と回答[63]。
- 新型コロナウイルス対策として、消費税率の一時的な引き下げについて、「必要でない」と回答[63]。
- 森友学園への国有地売却をめぐる公文書改竄問題で、2021年5月6日、国は「赤木ファイル」の存在を初めて認めた[65]。しかし5月13日、菅義偉首相はファイルの存在を踏まえた再調査を行わない考えを報道各社に書面で示した[66]。9月の自民党総裁選挙で総裁に選出された岸田文雄も10月11日、衆議院本会議の代表質問で再調査の実施を否定した[67]。国の対応をどう考えるかとの同年の毎日新聞社のアンケートに対し「さらに調査や説明をすべきだ」と回答[64]。

## 統一教会との関係
- 2016年5月16日、田畑が代表を務める「自由民主党富山県第一選挙区支部」は、世界平和統一家庭連合（旧統一教会）の関連団体「富山県平和大使協議会」副議長と同関連団体「真の家庭国民運動推進富山県会議」理事を務める岩城宗寿から10,000円の寄付を受けた[68][69][70]。以後、岩城は2021年まで6年連続で同額の寄付を行っている[71][72][73][74][75]。
- 2016年9月25日、統一教会の関係者が作った田畑の支援組織「裕和会」の座談会が開催。同日、田畑はその旨を自身のフェイスブックに記載した[76]。

- 2017年10月15日、衆院選に向けて、「裕和会」が主催し、統一教会の関連団体「世界平和連合富山県本部」が後援する「必勝 総決起大会」と題された集会が富山市内の教団の礼拝堂で開催された。同集会には、田畑のほか、統一教会の元広報局長で、「富山県平和大使協議会」事務局長の鴨野守も参加した。鴨野は、統一教会と知事や国会議員らとの接点を担い、この年の衆院選では田畑の後援会の名簿づくりや有権者に電話をかける電話作戦に協力した[76][77][78]。
- 2017年から2019年にかけて、田畑が代表を務める資金管理団体「裕交会」は、統一教会の関連団体「世界平和女性連合」に対し、毎年会費として15,000円を支出していた[79][80]。
- 2018年10月25日、「裕交会」は、国際勝共連合に対し、会費として2万円を支出した[79]。なお、この日は「国際勝共連合創立50周年記念大会」がザ・キャピトルホテル 東急で開催されており、多数の国会議員が出席していた[81][82]。
- 2021年5月30日、統一教会の関連団体「富山県平和大使協議会」が第58回「オープンカレッジ」を富山市のスカイホールで開催。国際勝共連合会長の梶栗正義が講師を務めたこのイベントに、田畑は来賓として挨拶した[83]。
- 2021年6月11日、統一教会の関連団体「天宙平和連合」が創設した世界平和国会議員連合の日本の議員連盟「日本・世界平和議員連合懇談会」の総会が衆議院第一議員会館で開催。田畑を含む20人の国会議員が出席した[84]。同議連は前年に設立された団体で、初代会長は大野功統だった[85][86]。総会で会長に選出された原田義昭は6月15日、フェイスブックにその旨を記載するとともに、出席議員と国際勝共連合会長の梶栗正義がガッツポーズをする写真を掲載した[84][86]。翌16日、原田は投稿から写真だけ削除した[87]。教団は同年10月の衆院選に立候補した議連参加者を支援し、電話かけなどを熱心に行った[84]。
- 2022年6月13日、「日本・世界平和議員連合懇談会」の総会が開催。田畑は幹事に選出された。総会では顧問である国際勝共連合会長の梶栗が講演をし、統一教会の関連団体「平和政策研究所（IPP）」が発行する「政策情報レポート」が配られた。総会資料のアンケート用紙には、梶栗が会長を務める統一教会の友好団体「世界平和連合」[88]に関する記述があり、「次期参議院選挙の地方区で、世界平和連合の応援を希望する議員がおられればお書き下さい」と書かれてあった[89]。

## 政治資金パーティー収入の裏金問題
2022年11月にしんぶん赤旗が自民党5派閥の多額の政治資金収支報告書への不記載を報道したことは、2023年11月に読売新聞やNHKなどが報じたことで一気に裏金問題として表面化した。
12月13日
清和政策研究会に所属する田畑にも地元マスコミからキックバックがあったかどうかなどを問うアンケートが行われたが、田畑はアンケートの設問に回答せず。12月13日のカメラ取材で「派閥で調査・確認をしていると報告を受けている。パーティー券の販売ノルマやキックバックを受けたかについては然るべき時に報告する。」と返答した。
2024年1月16日
自民党本部で政治刷新本部の会合が開かれ、田畑も参加。会合後の取材に対して「襟を正し、政治改革、政治と金にけりをつける。しっかりとした刷新本部の打ち出しを求める発言をした」「自らのキックバックについて、しかるべき時期、近いうちにしっかり私の口から、地元支援者はじめ有権者に説明する」と返答した。
1月18日
清和政策研究会の若手有志が18日夜に会合を開き、田畑も参加。事件のけじめとして派閥幹部の辞任や派閥解消を求める声が上がった。この時のマスコミ取材に対して田畑は「けじめをつけるには、どのような総会の在り方がいいかを話し合った。明日19日の派閥総会でなあなあになるのはあり得ないんだろうなと意見交換した」旨、説明した。
1月19日
1月19日夜、清和政策研究会の臨時議員総会が自民党本部で開かれた。総会では派閥の解散を決めた。総会後のマスコミ取材で、田畑はパーティー収入のキックバックの収支報告不記載が、2018年に24万円、2020年に18万円、2021年に26万円、計68万円あったことを認めた。その上で「不記載があるとはまったく認識していなかった。道義的な責任があり、早く説明するべきだった。事務所内の経理処理のあり方などを見直す」と説明。
派閥の解散についても「今のあり方を見直す必要があり、解散すべき」とした。
1月26日
1月26日、通常国会が召集された。一連の政治資金パーティー裏金問題をめぐり、田畑は衆議院厚生労働委員長の辞任を申し出た。
1月31日
1月31日、田畑は代表を務める政治団体の収支報告書に還付分の金額を記載して訂正。しかし派閥から還付を受けた日付については「不明」とした。地元マスコミの取材に対して田畑事務所は「意図的に不明としたわけではなく、派閥に日付を証明するものがないため」と返答。これについて有識者からは「自らは裏金問題について知らず、会計責任者のせいだというなら、会計責任者は帳簿をつけているはずだ。どうして不明となるのか。訂正が不十分」と指摘された。
4月4日
4月4日、自民党党規委員会が開催され、収支報告書への不記載額が500万円未満だった田畑に対しては、党紀委員会の処分諮問とせず、党則に基づかない茂木敏充幹事長名で「厳重注意」の処分がなされた。
4月6日
4月6日、自民党富山市連の総務会で田畑は地元党員に対し「党内においての改革も含めて我々中堅若手がしっかり党内改革を行なっていく。自民党がしっかり信頼をいただけるように、正々堂々と誠心誠意働いてまいりたい」と挨拶した。
5月24日
5月24日、富山県内の弁護士ら5名が田畑のパーティー収入などの税務調査を求める請願書を富山税務署に提出。提出者の弁護士らは記者会見で「税務署は政治家に甘いのではないか」「対応次第では自ら刑事告発する」と説明。
5月27日
田畑が6月18日に東京都内で開催予定の政治資金パーティーについて、神戸学院大学の上脇博之教授から、案内状にある「ご入金のみ」の記載が「お金だけ払うだと寄付に当たる。これをすべてパーティー収入に入れ込むと、虚偽記載になる。寄付についても書かなかった不記載になり、政治資金規正法違反」と指摘をあった。チューリップテレビが同日、田畑に質問状を送った。
5月30日
5月30日、チューリップテレビが田畑事務所に電話で問い合わせたが、担当者不在と回答がなかった。
6月1日
6月1日付北日本新聞に、田畑のコメント『「ご入金のみ」の項目を設けたのは来場できない県内在住者らも配信などを通しセミナー受講できるようにするための対応、返礼品の代金も含むので寄付を呼びかけるものではない。あくまでパーティーの対価と説明している。』が掲載された。
6月3日
6月3日、自民党派閥の裏金事件を受けた政治資金規正法改正について与野党が4日の特別委員会で採決することに合意した。
この「ご入金のみ」パーティー案内状について同日17時まで田畑事務所からチューリップテレビに回答がないため、同社が「回答、いまだなし」と報道した。
6月6日
6月6日、政治資金規正法改正案が衆議院で可決。同日、田畑からパーティーの案内状が届いた男性のインタビューをチューリップテレビが報道。男性は個人的なつながりはないが、自民党と会社の付き合いから5月下旬、職場にパーティーの案内状が届いたものの。案内状にある「ご入金のみ」の記載に強い違和感を覚え、出欠回答せず捨てた、反省しているとは思えないと発言。また同社が田畑事務所に送った質問状について6月6日になっても回答がない旨、報道した。
6月7日
6月7日、チューリップテレビが再度電話で問い合わせするも、担当者不在を理由に回答なく、富山市内の事務所に電話で問い合わせたところ、「取材対応は東京の事務所に任せている」と回答がなかった旨、報道した。 同日、田畑が6月18日に東京都内で開催予定の政治資金パーティーについてKNB北日本放送が取材したところ、「開催を見送る」旨文書で回答。各社が報道した。
一部報道では田畑が「入金のみの項目を設けたのは、来場できない県内の人などに対し配信などを通してセミナーを受講できるようにするための対応で、返礼品の代金も含んでおり、寄付を呼びかけるものではない」と説明したとされている 。 
6月10日
6月10日の参議院決算委員会で立憲民主党・社民の村田享子議員が「田畑議員の政治資金パーティーの案内状の「ご入金のみ」記載は、明らかにパーティーの会費ではなく、寄付を呼びかけるものではないか。総務省に見解を伺いたい」と質問。総務省担当者は「個別の事案が寄付に該当するかは、具体的事実につき判断されるべきもの」と答弁。
これを受けた村田議員は岸田文雄総理に「総務省の見解を踏まえた上で、「ご入金のみ」の場合でもパーティーの対価と考えるか、それとも寄付と考えるか」「この件で田畑議員と話をしているか」と質問。岸田総理は「直接田畑議員と確認していない。総務省から答弁があったように、具体的な事実関係の下で判断させるべき事柄。議員本人が適切な説明責任果たすべき」と答弁。
村田議員が岸田総理に6月1日付北日本新聞の記事を引用し「田畑議員は「ご入金のみ」の項目を設けたのは・来場できない県内在住者らも配信などを通しセミナー受講できるようにするための対応　・返礼品の代金も含むので寄付を呼びかけるものではない。あくまでパーティーの対価と説明している。納得するか」と質問。岸田総理は「議員が説明したということだが、それも踏まえて指摘がどう扱われるべきものなのか法律に照らして判断されるべきものと考える」と答弁。
さらに村田議員から総務省に「配信でセミナーを受講するいわゆるオンラインでの形態は政治資金パーティーに該当しないということでよいか」と質問。総務省担当者からは「人を集めずにオンラインで開催するものは、人を集めて行う会合と解することはできない。難しいと考えている」と答弁がなされた。
村田議員から岸田総理に「「ご入金のみ」の方に対してオンライン配信をするとか、返戻金をお渡しするということは田畑議員の政治資金パーティーの案内状には一切書かれていない。報道でこの問題が報じられてから、慌てて後付けで説明したとしか思えない。本当に不誠実な対応。この田畑議員は安倍派の議員で裏金をもらっていますよね」と質問。岸田総理は「清和会のメンバーだったと記憶している」「指摘のパーティーについては本人が説明しているとのことだが、実際にパーティーが実施されたなら、法に照らしてどのように評価されるのか、総務省が判断するもの」と答弁した。
続けて村田議員より「今回の”田畑方式ご入金のみパーティー”そもそも田畑議員がいつからこうしたパーティーを始めたのか、自民党の中で他にも田畑方式のパーティーを開催している議員はいるのか」岸田総理は「（これ）以外に入金のみの選択肢を設けているパーティーについて承知していない」と答弁した。 
6月12日
6月12日付で田畑名で政治資金パーティーの案内状上の表現について書面でコメントがなされた。回答文書上には「入金のみとされた場合でも、ご予定の調整がついたとして当日会場に来られた方もこれまでいらっしゃいました」と表現があった。 
6月17日
6月17日のチューリップテレビによる富山県関係国会議員に、政治資金パーティーの案内状に出席・欠席以外に「ご入金のみ」の項目を入れたパーティーを開催したことがあるかアンケート調査を行なったところ、田畑事務所からの回答文書には「入金のみとされた場合でも、ご予定の調整がついたとして当日会場に来られた方もこれまでいらっしゃいました」とあった旨の報道がなされた。
田畑方式「ご入金のみ」パーティーがいつから、何回開催されたいたのか、違法性の認識があったのか不明のため、同日、チューリップテレビ、北日本放送、富山テレビ放送、NHK富山放送局の4社連名の合同インタビュー取材を申し入れした 。 
6月25日
6月17日付のチューリップテレビ、北日本放送、富山テレビ放送、NHK富山放送局の4社連名の合同インタビュー取材申し入れに対し、6月24日に田畑事務所から「今回の取材は見送りたい」と取材拒否の返答があった。6月25日にチューリップテレビが取材拒否の詳しい理由を田畑事務所に問い合わせたが、担当者不在で回答はなく、このことが報道された。 
6月26日
6月26日、自民党富山市連の常任総務会が開催され、田畑が出席。冒頭、政治資金パーティーの案内状に、“ご入金のみ”と記載していた問題で出席者に謝罪するも「法に触れない」などと弁明した。しかし、田畑の退席後、出席した地方議員から「謝罪も説明も十分ではない」と田畑の対応を批判する声があがった。会合後の報道陣の取材に対し、出席者からは「弁明ばかり」「全く反省の気配がなくあきれた」「誰も納得できていない」「説明の仕方が有権者に届いていない」「これでは問題について有権者に聞かれても説明できない」「県連にあげて厳重注意にすることもありえる。法に触れたか否かではなく、政治家としての姿勢の問題。組織として対応しないと」「こんな雰囲気では田畑氏の選挙を真剣にやる人は誰もいない」などの声が聞かれた。市連支部長の中川忠昭県議も「大変厳しい意見が出た。これを集約して本人に伝えたい」とし、さらに意見をとりまとめるとした。
常任総務会退出後の取材に対して、田畑は「記載について私から（地方議員に）報告した。報道に対しては書面で回答している。それ以上はない。「入金のみ」という記載については「官邸筋、党本部、複数の法的専門家にも確認したが何ら指摘を受けていることはない」「パーティーの対価としてパーティー券を販売しており、全く寄付を求める形でお願いしていない」と回答。違法性認識の有無や田畑方式「ご入金のみ」と記載したパーティーをいつから開催していたかについては回答しなかった。
6月29日
6月29日、自民党富山県連の常任顧問会議が開かれた。その際、田畑は出席した県議一人一人のもとを回り、一連の問題を謝罪した。このためか田畑問題について議題にはならなかった。
同日、田畑は報道陣の取材に対し、一転して「説明を含め不十分だった。反省している。お詫び申し上げたい」と述べた上で、パーティー券購入者へ返金手続きを進めるよう事務所に指示を出したと説明した。関係者から「田畑側が中止ではなく延期と説明があった」、また支援者から「納めた会費が返金されていない」という声が上がっていることより、報道陣が「中止なのか延期なのか」田畑に確認すると、「基本的に中止。返金手続きを進めている」と田畑は回答した。
なお、報道陣が取材したところ、初当選以来の後援会幹部から「法律の趣旨に反する。議員本人が了承しない限り、何事も前へ進まない事務所なので『入金のみ』記載は議員本人の考えで作って送ったと思う。逃げることなく自分の口で疑問にしっかり答えることで説明責任を」と苦言を呈されている。
また神戸学院大学の上脇博之教授からは「なかなかここまで露骨にしない」「今回の政治資金パーティーは中止になったが、詳しく説明する必要あり。政治家が全く知らずに事務方が勝手にはできない。政治家本人が会計帳簿含めて客観的な資料を報道機関に公開して説明責任を果たす必要がある。過去の開催分についても『入金のみ』は寄付にあたり、寄付収入として収支報告書に書いていなければ不記載。パーティー収入に入れていたら虚偽記入にあたる」と引き続き指摘を受けている。
7月2日
7月2日、自民党本部での茂木敏充幹事長会見時に田畑問題について記者から質問があり、茂木幹事長は「パーティーについて中止とする、返金手続き進めているということ、反省と謝罪の弁を述べていると承知している。まず本人が丁寧に説明を尽くすことが大切」と述べ、党本部として適正か否かについては言及しなかった。
7月3日
7月3日、自民党富山市連の非公開の会合があり、田畑問題が政治不信を招いているとして、支部長の中川忠昭県議が直接田畑に厳重注意を行った。問題の経緯等を有権者に説明し、反省していることを態度で示すよう求めた様子。富山市連が現職国会議員に厳重注意するのは異例。会合後、中川氏からは「信頼回復のため、最大限取り組んで欲しいと伝えた。・記者会見を開いて説明するように求めた」　しかし市連関係者からは「信頼回復したとは言えず、本人が本気で心を入れ替える気があるか問われる。選挙を戦える体制になるかは7月6日の自民党県第1選挙区支部の定期大会での態度を見てから」との厳しい声もあった。会合後、田畑は報道陣に対し一連の問題について改めて説明する考えを示し、7月5日夕方に記者会見を開く旨の発表があった。
7月5日
これまで富山県内報道陣の要請には応じなかったが、7月3日に自民党富山市連幹部から要請を受け、7月5日、田畑が富山市内で会見を開いた。冒頭10秒以上、頭を下げた上で「自民党富山市連から厳重注意を受けた。その内容に込められたことを噛み締め、信頼回復に取り組んでいく」とあいさつし、説明。
- 『入金のみ』記載は田畑本人の判断。全て責任は私田畑にある。
- 『入金のみ』と記載した理由は、パーティーに参加できないが国政報告会の内容を知りたいという支援者がいたため。
- 2022年9月から7回行った
- 『入金のみ』というかたちで2万円のパーティー券を購入した支援者はのべ232人
- 寄付を求める意図はなかった。今回、政治とお金について様々な議論がある中で不信を招く表現であったことを認識した次第。深く反省している。今後このようなまぎらわしい表現は行わない。
- 入金のみであってもパーティー券の代金に見合う国政報告などの資料を対価として渡している。違法性はない。

官邸筋、党本部から何ら指摘がなかったことについては「相手があるので名前は出せないが、田畑から官邸の総理スタッフに直接考えを報告した。党本部についても所定の法務を担当する部局の方に田端の考えを伝えた」
田畑自身に裏金があった状況でパーティーを開催しようとしたこと、ここまで会見を開かなかったことに対しては「熟慮した判断に欠けていた」「思慮深さが足りなかった」と同じ答えを繰り返した。
次期衆院選については「今後のことについて、いまコメントする立場にはない」と述べた。
会見を見た県民からは「会見を開くのが遅い」「脇が甘い」「政治家なら県民にもっと気配りを」との声が聞かれた。
しかし、神戸学院大学の上脇博之教授からは
- 総務省が、会場に集まってもらう形式を政治資金パーティーと呼んでおり、会場参加した人が対価を得る形。
- 会場参加していない人は政治資金パーティーの対価を得ていない。「入金のみ」は「寄付」として収支報告すべき

と指摘している。
会見で田畑が「未熟であった」と繰り返したことに対しても上脇は
- 大半の自民党の議員は政治資金パーティーを開催しているが、「入金のみ」の形でやっているところが他にあるのか。あればその人を真似したというのはあるかもしれない。
- そうでなければ「未熟」では説明できない

と指摘している。
7月6日
田畑が支部長を務める自民党富山県県第1選挙区支部の定期大会が7月6日開かれ、田畑は自身の政治資金パーティーを巡る問題について支援者に謝罪した。この時期にパーティー開催を予定したのは「未熟な判断だった」とし、「すべて自分の責任であり信頼回復のため全力を尽くす」と述べた。田畑の次期衆院選での勝利を期す特別決議の採択はなく異例なかたちとなったが、同選挙区支部長代行で党市連支部長の中川忠昭県議が閉会あいさつに「・田畑を中心に結束することが重要　・マイナスからスタートする覚悟で支えていく」と発言したことから、次期衆院選に向け支援を確認した形となった。ベテラン県議は「パーティー問題は幕引き」と見解を示した一方、「議員歴を見ても未熟とは言っていられないのでは」「会見を報道で見たが本当に反省しているようには見えなかった」との声も聞かれた。党市連の県議や市議が招待されていたが、欠席が多かった。地元紙の取材では、ベテラン県議が「野党一本化の可能性が低い中で、田畑氏が2万票減らしても負けることはない」と発言する反面、他の自民党関係者からは「選挙戦で他の候補者から裏金議員として集中砲火を浴びるのは必死。田畑氏に慢心があれば大間違い。心を入れ替え地方議員を味方にできないと得票半減の可能性も。」と報じられた。
8月8日
8月8日、富山県内の弁護士ら5名が派閥からの還流金を政治資金収支報告書に適切記載しなかったとして、田畑に対する政治資金規正法や所得税法違反などでの容疑の告発状を富山地検に提出した。告発状には、田畑が代表の政治団体「裕交会」と政党支部が2020年から21年にかけて派閥から還流金計44万円を受領したのに収支報告書に記載しなかった上に、所得として申告せず、脱税したとしている。告発した水谷敏彦弁護士は「税務署は政治家に甘い。このような現状を正さないと」と説明。
9月3日
9月3日、自民党富山市連が非公開の常任総務会（田畑他、県議8名、市議16名出席）で次期衆院選富山1区の候補書選考について協議。現職の田畑の5選出馬に反対する意見があがった。議員2名が「一致団結して田畑を推せない」と出馬に反対。別の2名が7月の謝罪後の対応を正した常任総務会終了後に支部長の中川忠昭県議が報道陣の取材に対し、田畑を含めた予備選を検討する考えを示した。
9月4日
9月4日、自民党富山市連が市議を対象に田畑を候補者として推薦することに「賛成」「反対」「決めかねている」の3択アンケートを配布。5日午前に締切り、回答を参考に同日午後の会合で予備選を話し合うこととした。田畑は既に公認候補予定者の位置付けで、予備選を行う場合は自民党本部に報告が必要と党関係者が指摘した。
9月5日
9月5日、市議からのアンケートの結果は「賛成」が半数強、「決めかねている」「反対」の合計が半数弱だった。自民党富山市連はこの結果を踏まえ、富山1区の自民党員約6000人に田畑が候補者としてふさわしいかを問うアンケートを行い、9月18日までに集計する予定とした。予備選については市議から「これからも毎回やるのか」「別の選考方法があるのでは」と反対意見もあがった。
9月6日
9月6日、自民党富山市連は幹部会合を開き、田畑を推すか判断する得票数、得票割合などを議論した。7日に執行部案を元に常任総務会で協議、基準を決定予定。8日に各校下支部の幹部に方針報告の上、8日にもアンケートを発送、18日に集計予定。
9月7日
9月7日、自民党富山市連は常任総務会を開き、党員アンケートの内容を田畑を推すかの賛否2択に絞り、自由記述欄をつけることにした。予備選を含めた選考方法を尋ねる項目は設けないこととした。議論は1時間半にわたり、執行部案の設問や判断基準が大きく変更された。執行部へのかじ取りへの風当たりもつよまりつつあると所属議員からの声も聞かれるようになった。中川忠昭支部長は会合後の報道取材で、8日の会合にて具体的な質問項目や信任するか否かの判断基準を公表するとした。
また、同総務会では、田畑の昨年の政治パーティー4回分160万円が政治資金収支報告書に不記載であったことが報告された。9月2日に修正したと。パーティーは都内で医薬品・医療機器企業などから参加者を集めて開いた「次世代の医薬品・医療機器産業のあり方を考える会」のもよう。会費は2万円だった。
9月8日
9月8日、自民党富山市連は支部長・幹事長会議を開き、田畑を自民党公認候補として推すことに決めた。市連は党員アンケートを行う予定だったが、支部長ら全員がこれまでの実績を評価すべきとして反対、一転して意見が割れていた県議、市議も田畑を推すこととした。一人は「レッドカード。甘い雰囲気は自民党を壊す。ダメなものはダメだ」と反対意見を明確に表明したが、田畑支持の意見に拍手が湧き起こるなど会議が擁護一辺倒となり、「反対したくても反対できる雰囲気ではなかった」との声も聞かれた。
県議や市議の間からは「田畑がアンケートすれば負けると思い中止に向けて動いた」「校下支部に相談せず決めた上に、田畑の粘り腰も想定していなかったのでは」と憶測が走った。
また別の市議からは「若い世代の党員からはアンケートに好意的な意見は寄せられていて、広く意見を聞くことを反対されるのは理解できない」、出席者からは「党内でも世代間のギャップが大きいと感じた。このままでは昭和の自民党と変わらない」との声も聞かれた。
自民党の党員数は富山でも減少・高齢化しており、富山市内のある支部長は「役員は全員が後期高齢者。あと10年もすれば、支部がなくなってしまうのではないか」と述べた。
いずれにしても田畑を推せない声が表面化し、決定事項をはねつけられた市連幹部の求心力低下も避けられなくなった。
また田畑の昨年の政治パーティー156万円が政治資金収支報告書に不記載だった件については、8日の会合後の取材で「意図的ではない。私の事務管理ミス」と述べた。
9月14日
9月14日、田畑を支援する企業で作る後援会「響裕会」（会長　高田順一）は役員会を開き、田畑が自身の政治資金をめぐる一連の問題を報告。出席者からは猛省を促す声が相次いだ。役員からさらに多くの厳しい意見を聞くべきとの声が上がり、会員企業の意見を集約することとし、会員企業にアンケートを行った。質問は6項目で、衆院選で田畑の公認を党本部に要請するべきかや、田畑が政治資金パーティーの案内状に田畑方式（「ご入金のみ」と記載）で記載したことへの意見、政治資金を巡る問題について田畑の説明責任が果たされたかなどであった。なお締め切りは設けず、担当者は「会員企業の声を参考にする」と説明した。会合の後の取材で高田会長は・意見を述べるために会合を開いた。選挙対策などを全て決めるつもりは最初からなかった　と説明した。
9月16日
9月16日、自民党蜷川支部が幹事会を開き、「政治とカネ」の問題で批判を受けた田畑を次期衆院選で支持することへの賛否を問うアンケート調査を地元の党員約100人に独自実施することに決めた。27日に結果を取りまとめ、党市連に提出予定。出席者からは市連のアンケート取り止めを受け「ようやく自分の声を届けられると思っていた。意見を言えないなら何のあtめの党員か」と意見があった。会合後、山本繁之支部長は取材に対し、「田畑氏支持は党員の意見を十分に聞かずに決められた。最初から反対ではなく、党員の声を広く拾いたい」と、市連による党員アンケート実施の再考や他の校下支部への動きの広がりを期待。これに対し、市連の中川忠昭支部長は「支部で党員のいろんな意見を聞くことは大事。田畑氏を推すことは決まっている」と取材に回答した。
9月18日
9月18日、自民党富山市連は常任総務会を開き、次期衆院選で田畑の勝利に向けて戦うことを確認。蜷川支部が田畑支持の賛否を問うアンケートを独自に行う件でも市連の決定は変わらない、党員アンケートの実施再考もしないとした。
9月27日
9月27日、自民党富山市連の蜷川支部は幹事会を開き、「政治とカネ」の問題で批判を受けた田畑を次期衆院選で支持することの賛否を問う独自のアンケートを集計。結果は非公表とし、30日以降に党市連に提出予定とした。
9月30日
9月30日、自民党富山市連蜷川支部の山本繁之支部長が支部の独自アンケートを自民党富山市連に提出。田畑を推すことに反対が上回る結果だった。賛成と答えた人のなかには「他に候補者がいない」などと仕方なく田畑を推す人が多かったことから山本支部長は「市連は他の支部も含めた党員アンケートを行い、幅広く意見を聞くべきだ」と訴えたが、市連支部長の中川忠昭県議は「これからの政治活動にいかしていく」との返答にとどまった。
10月3日
田畑の企業後援会「響裕会」は3日までに次期衆院選で田畑を支援することを確認した。全会員に公認申請の賛否などを問うアンケートを実施したが、高田順一会長は衆院選が迫っていることを理由にアンケートは判断材料にしないと説明した。
10月5日
10月5日、自民党富山県第1選挙区支部の臨時総会が開かれ、田畑を公認候補として党本部に申請することを正式決定した。選対組織図案も示され、党市連支部長の中川忠昭県議が総括責任者、支部相談役の五十嵐努県議が選対本部長に就いた。
10月6日
10月6日、石破茂総理が自民党派閥裏金事件を受けた衆院選対応を発表。政治資金収支報告書に不記載があった裏金議員を原則公認した上で比例代表への重複立候補は認めないとした。田畑も対象となり、田畑は報道の取材に「執行部の判断を受け止める」とした。正式決定は10月9日の党選挙対策本部で行われる。
10月9日
10月9日、自民党公認を受けた。
10月10日
10月10日に公明党富山県本部が田畑を「政治とカネの問題で、党員や支持者から批判が多く寄せられた」と1次公認推薦見送りしたと報じられた。同日の持ち回り幹事会でも田畑への2次推薦は行われなかったが、公明党県本部は協議を続けるとしている。
10月11日
10月11日の公明党持ち回り中央幹事会でも田畑への3次推薦は行われなかった。自民党富山県連は同日、公明党に支援申入れを行った。
10月13日
10月13日、公明党持ち回り中央幹事会の第5次推薦でようやく田畑への推薦が決まった。
12月18日
12月18日に開かれた衆議院の政治倫理審査会で、立憲民主党の中谷一馬が田畑に対して、「私の知人なんですが、田畑議員の問題になったパーティー券を買ったという方がおりまして、改めてご連絡させていただきますというハガキが届いたのですが、それっきりで電話一本もなく、つい先日も事務所に電話をしたのですが、改めてご連絡しますとの説明があったということでした。半年間も返金がされていない状況は、ご説明と現状の内容があまりにも食い違っているのではないかと思いますがいかがですか？」と質した。
田畑は「1つ1つ返金の手続きをしているというふうには私も事務所の秘書と一緒にやり、確認をしていたところですが、当該の方にまだ戻っていないというのであれば、急ぎ確認をしたいと思います。今答えられるのはそういう状況です」と答えた。

## 架空党員を含む不適切な党員登録問題
11月15日
11月15日、支援者が勤める企業の従業員名簿をもとに、田畑が同企業の従業員に無断で自民党員に登録し、田畑の企業後援会「響裕会」が企業から集めた「献金」を党費の支払いに充てていたとの音声データを入手したと地元チューリップテレビが報道した。「響裕会」名義の年会費として献金を募っているが、振り込み先は、田畑が代表を務める政治団体・自民党富山県第一選挙区支部だった。収支報告書上は同企業が「会費」として納めた金額が「寄付」として収入に計上されていたが、支出に「党費」としての記載はなかった。神戸学院大学の上脇博之教授は「出が書いてなければ虚偽記載もしくは不記載で政治資金規正法違反」と指摘。衆院選中の10月24日に田畑に確認を求めたが、田畑は「また話す」と返答。当選後に質問状を送ったが、事務所からは「党員登録については法令に則り適切に処理している」との書面回答だった。
11月18日
11月18日、チューリップテレビの報道を受け、田畑は富山市内で記者会見を開いた。田畑は以下の説明を行った。
・田畑の事務所で管理している700人余りの党員のうち、約100名について不適切な党員登録がなされている。
・具体的な内容や、誰の指示で登録が行われたのかは調査中。
・自らは関与していない。議員辞職はしない。
この会見を受けて自民党富山県連の宮本光明幹事長は「何も語っていない。調査中ということで、県民、有権者に対して説明責任を果たした会見ではない。約100名の不適切な党員登録について自民党富山県連はまだ説明を受けていない」と受け止めを述べた。
11月21日
11月21日、無断で党員登録されていた支援者の一人がインタビューに応じ、口裏合わせを求めてきたことを地元KNBが報道。当初、田畑は支援者に対し「ポケットマネーで党費を払ったことにしてほしい」と依頼。支援者が断ると、田畑の亡くなったおじが党費を払ったことにしたいと再度連絡をしてきた。支援者は「かかわりたくない」とメッセージで返答。取材に対し、支援者は「あまりに自分本位で自分のことしか考えていない」と怒りを述べた。
また同日の地元チューリップテレビの取材で、父親と架空の家族4名が「田畑裕明事務所」の紹介で党員登録されていた男性の証言が報道された。男性や父親に田畑側から党員登録を依頼されたことはなく、なぜ田畑事務所で党員登録されたかは心当たりがないという。。
11月22日
11月22日、自民党の鈴木俊一総務会長が「田畑本人が説明責任を果たす必要がある」「党員獲得は、なりたいと思う方の意思に基づくのが当たり前」「無断登録が真実なら不適切なこと」と発言。
田畑の企業後援会「響裕会」の高田順一会長は、記者会見直前に田畑が電話で「事実関係調査中。また報告する」と連絡してきたとした上で「次々出てくるのがちょっと。ファンのような感じで応援してきたががっかりしている」「（会見内容は）説明になっていない。具体的な説明を待ち、響友会としての今後の対応を決めたい」「言葉が本心から出ていない。議員としても正念場。心からの言葉で説明し有権者に伝えて欲しい」と取材に応じた。
自民党富山市連の高田重信幹事長は報道陣の取材に対し、田畑事務所が富山市連に対し「ある会社の社長が無断で党員登録し・党費も支払っていた。その方が亡くなり、引き継いだ方が引き続き党費を田畑事務所に集め、田畑事務所から市連に会費を納めたという経緯と説明していた」と発言。「今となれば不信感」「亡くなった人のせいにすればすむと（田畑が）考えたのでは」「みんな納得できない」「田畑体制についてはもう一回見直さないと。詳しい説明受けてダメとなるか情状酌量か」富山市連としても説明責任があり、市連から田畑に対し事実関係を調べて説明するよう求めているが、22日時点で報告はないと説明した。
11月23日
11月23日、自民党富山県連の支部長・幹事長・事務局長会議に田畑が欠席。理由は不明。この県連会合は冒頭を除き非公開だったが、会合後の取材に対して県連の橘慶一郎会長は、「党中央でも大変重大に思っている。」とした上で、臨時国会が始まる11月28日までに田畑本人が説明責任を果たすよう求めた。自民党県連の宮本光明幹事長は「田畑議員が説明責任を果たした上で、われわれや県民が納得できるかにかかっている」と発言。出席者からも「本人から直接話がないままでは地元の有権者に説明できない」「この場に来ていないのはおかしい」といった批判が相次いだという。地元紙である富山新聞は「県連内では田畑氏の離党は免れないとの見方が強まっている」と報じた。会合後の取材で、党富山市連役員は「最低でも離党だろう。」ベテラン県議は「国対副委員長の辞任は当然。離党も避けられない」と発言した。。
11月29日
11月29日、国対副委員長を辞任する意向を坂本哲志国対委員長に伝え、了承された。同日、富山市内で記者会見を開き、本人の了解を得ずに登録したり、実在しなかったりする党員の党費は、父親ら親族が支払っていたと説明した。こうした党員は262人で管理している党員の約4割を占めており、遅くとも2015年頃から発生していたという。

## 所属団体・議員連盟
- 自民党たばこ議員連盟[173]
- 世界平和国会議員連合
- 日本会議国会議員懇談会[174]
- 神道政治連盟国会議員懇談会[174]
- みんなで靖国神社に参拝する国会議員の会[174]
- TPP交渉における国益を守り抜く会
- 文化芸術懇話会[175]

## 選挙歴
| 当落 | 選挙                       | 執行日         | 年齢 | 選挙区          | 政党       | 得票数    | 得票率 | 定数 | 得票順位 /候補者数 | 政党内比例順位 /政党当選者数 |
| ---- | -------------------------- | -------------- | ---- | --------------- | ---------- | --------- | ------ | ---- | ------------------ | ---------------------------- |
| 当   | 2003年旧富山市議会議員選挙 | 2003年4月27日  | 28   | ーー            | 自由民主党 | 4582票    | ーー   | 40   | 2/42               | /                            |
| 当   | 2005年富山市議会議員選挙   | 2005年4月24日  | 30   | 富山選挙区      | 自由民主党 | 4655票    | ーー   | 34   | 3/38               | /                            |
| 当   | 2009年富山市議会議員選挙   | 2009年4月19日  | 34   | 第１選挙区      | 自由民主党 | 4750票    | ーー   | 32   | 6/37               | /                            |
| 当   | 2011年富山県議会議員選挙   | 2011年4月10日  | 38   | 富山市第1選挙区 | 自由民主党 | 9551票    | ーー   | 11   | 7/12               | /                            |
| 当   | 第46回衆議院議員総選挙     | 2012年12月16日 | 39   | 富山県第1区     | 自由民主党 | 7万268票  | 48.55% | 1    | 1/4                | /                            |
| 当   | 第47回衆議院議員総選挙     | 2014年12月14日 | 41   | 富山県第1区     | 自由民主党 | 7万85票   | 58.83% | 1    | 1/3                | /                            |
| 当   | 第48回衆議院議員総選挙     | 2017年10月22日 | 44   | 富山県第1区     | 自由民主党 | 7万4876票 | 59.16% | 1    | 1/3                | /                            |
| 当   | 第49回衆議院議員総選挙     | 2021年10月31日 | 48   | 富山県第1区     | 自由民主党 | 7万1696票 | 51.78% | 1    | 1/4                | /                            |
| 当   | 第50回衆議院議員総選挙     | 2024年10月27日 | 51   | 富山県第1区     | 自由民主党 | 4万5917票 | 35.09% | 1    | 1/5                | /                            |